# 아폴로 16호
아폴로 16호(Apollo 16)는 미국 항공우주국의 아폴로 계획에 의해 발사된 유인우주선 중 10번째이며, 유인 달 착륙으로는 5번째이다. 1972년 4월 16일∼1972년 4월 27일까지의 여정으로 존 W.영, 켄 매팅리 및 찰스 M.듀크 세 사람은 다섯 번째의 달 방문을 성취시켰다. 월면활동에는 역시 월면차를 사용하였다. 월면 활동시간은 20시간 14분이라는 시간을 기록하였고, 95.71 kg의 월석을 채취하고 돌아왔다.

## 승무원
- 존 영 - 선장
- 켄 매팅리 - 사령선 조종사
- 찰스 듀크 - 달 착륙선 조종사

### 백업 승무원
- 프레드 헤이스 - 선장
- 스튜어트 루사 - 사령선 조종사
- 에드거 미첼 - 달 착륙선 조종사

### 지원 승무원
- 필립 챔프먼
- 안토니 잉글랜드
- 헨리 하츠필드
- 로버트 오버마이어

## 개요
아폴로 16호의 승무원은 존 영 선장, 사령선 조종사인 켄 매팅리, 달 착륙선 조종사 찰스 듀크였다.아폴로 16호는 월면차를 사용하는 J미션이었다. 아폴로 16호는 달표면의 표본을 95.71 kg 가지고 돌아갔다. 아폴로 16호에서는 3회의 달표면 선외 활동을 각각 7.2시간, 7.4시간, 5.7시간에 걸쳐 실시했고, 지구 귀환 궤도상에서도 1.4시간의 선외 활동을 행했다.이것은 지구 주회 궤도보다 먼 궤도에서 행해진 선외 활동으로서는 2번째로, 외부 카메라로부터 필름을 회수하고, 또 미생물의 생존 실험을 행하기 위해서 실시되었다.

## 미션의 하이라이트
아폴로 16호에서는, 달 궤도상에서 사령선 캐스퍼의 주요 추진계의 회전 방향의 수평 유지 장치의 서보 루프에 이상이 발생했다. 이 문제 때문에 사령선의 궤도수정 시에 엔진 분사가 정상적으로 이루어질 수 없을 수도 있었고, 달 착륙도 중지될 우려가 있었다. 그러나 최종적으로는 이 문제에 의한 손해는 비교적 작다고 판단되어 문제 발생시에 이미 사령선으로부터 떼어내진 달 착륙선 오리온으로 비행하고 있던 영과 듀크는 달착륙을 허가했다. 다만 미션은 안전을 위해서 임무 수행 기간 중 하루가 줄어들었다(달 착륙선이 달 표면을 떠나고 나서 사령선과 재도킹할 때까지 사령선이 달을 주회할 시간을 줄였다).
영과 듀크는 데카르트 고지를 3일간에 걸쳐서 탐사했고, 그 사이 매팅리는 사령선 캐스퍼로 달 궤도를 주회했다. 달 표면의 비행사들은, 화산활동에 기인한다고 생각되고 있던 착륙 지점 부근의 지역이 실제로는 운석 충돌로 만들어진 암석(각력암)으로 되어 있는 것을 발견했다. 그들이 수집해 가지고 돌아간 표본 안에는, 아폴로 계획으로 얻을 수 있던 암석 중에서 가장 큰 11 kg의 돌(Big Muley 라고 하는 닉네임으로 불린다)도 포함되어 있다. 아폴로 16호의 비행사는 월면차의 성능 테스트도 행했다. 이 테스트에서는 시속 18 km의 최고속도에 이르러, 달 표면에서의 바퀴가 있는 탈 것이 낸 최고속도 기록으로서 기네스북에 기록되고 있다.

## 유품
아폴로 16호의 사령선은 미국 우주 로켓 센터(U.S. Space & Rocket Center)에 전시되고 있다. 달 착륙선의 상승단은 1972년 4월 24일에 떼어내졌지만, 제어 기능을 잃어 제어 불능이 되어, 약 1년에 걸쳐서 달궤도를 주회하고 있었다. 상승단은 달에 충돌했지만, 충돌 지점은 불분명하다.

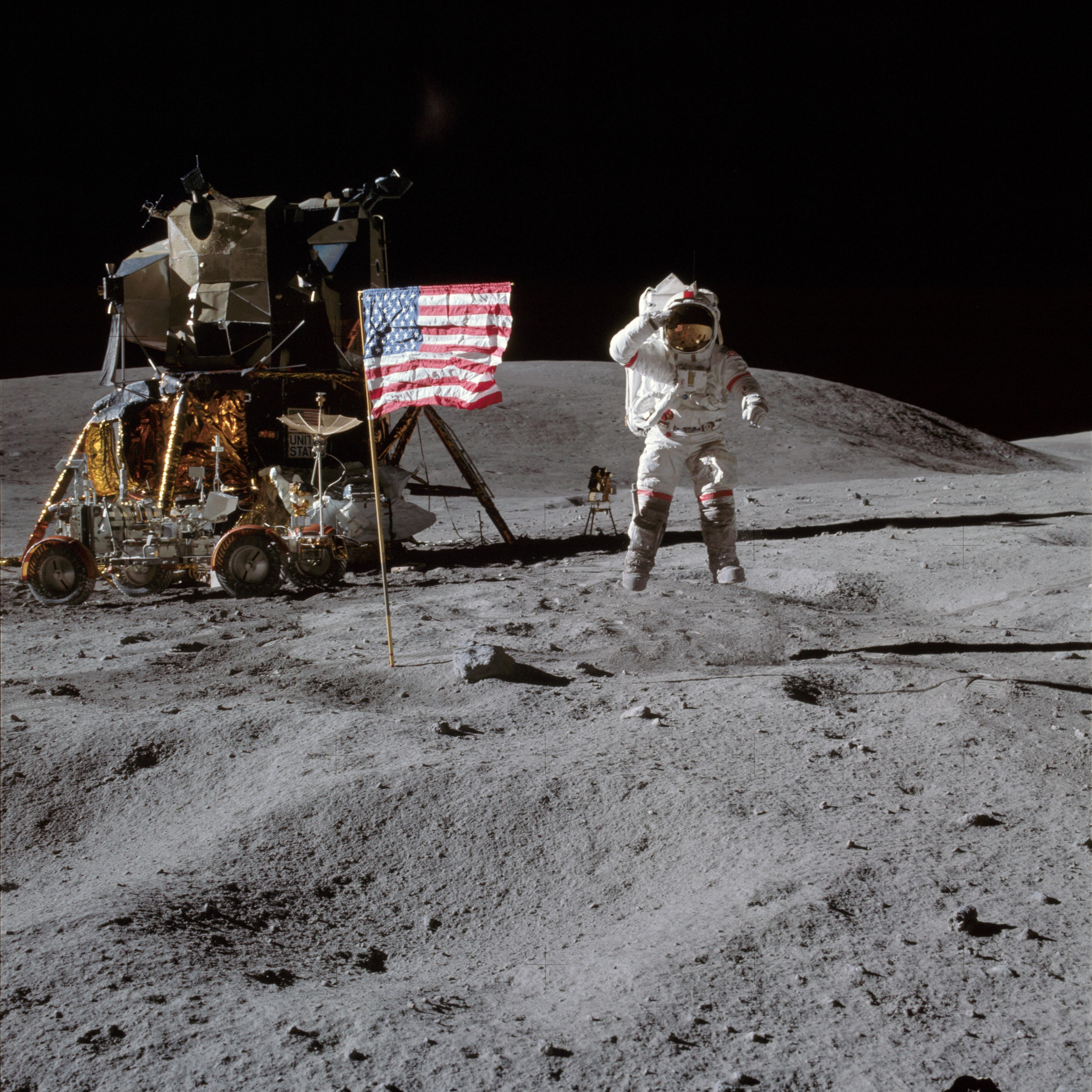
달 위의 존 영
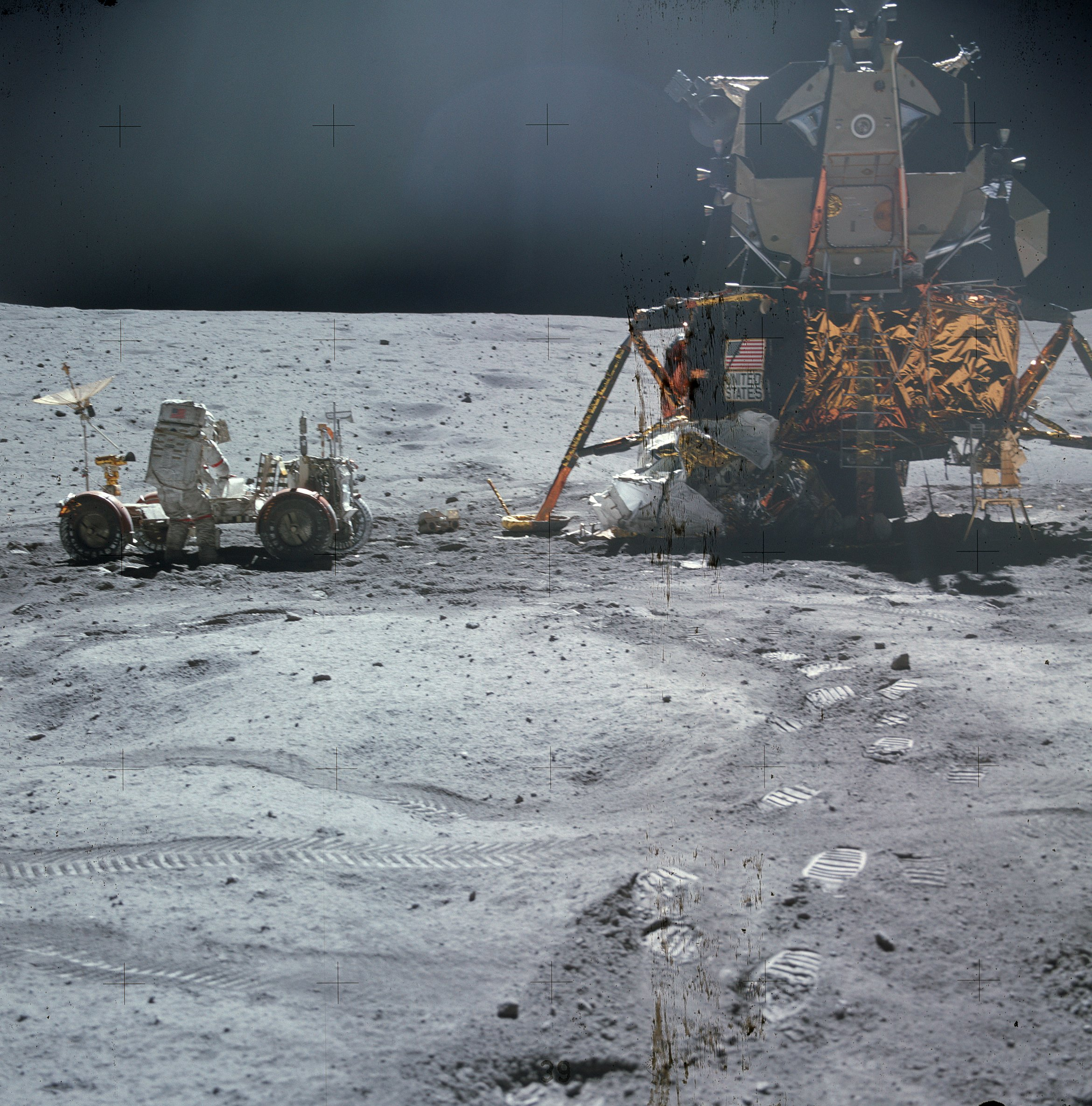
월면차에서 작업 중인 존 영
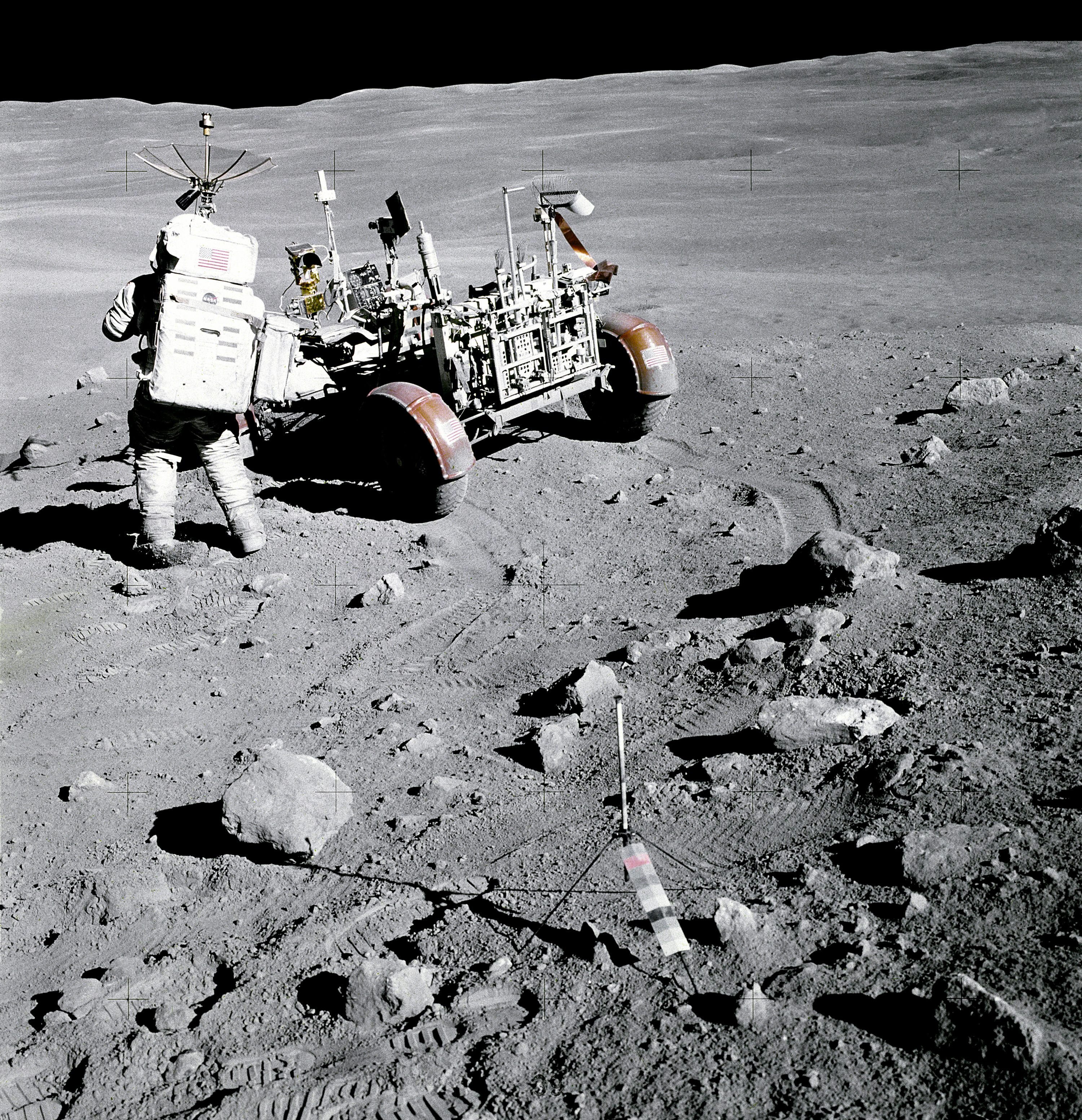
월면차 옆에 서 있는 찰스 듀크